# Студене (Новосибірська область)
Студене (рос. Студёное) — село у Карасуцькому районі Новосибірської області Російської Федерації.
Входить до складу муніципального утворення Студеновська сільрада. Населення становить 986 осіб (2010).

## Історія
Згідно із законом від 2 червня 2004 року органом місцевого самоврядування є Студеновська сільрада.

## Населення
| 2002 | 2007  | 2010 |
| ---- | ----- | ---- |
| 1113 | ↘1082 | ↘986 |